# عجوقة فلسطينية
عجوقة فلسطينية (الاسم العلمي: Ajuga palaestina) هو نوع نباتي يتبع جنس العجوقة من الفصيلة الشفوية.

## تسميات
شندقورة فلسطينية، عرصف فلسطيني، بوق فلسطيني.